# Conseils évangéliques
Les conseils évangéliques (pauvreté évangélique, chasteté et obéissance spirituelle) sont trois vertus que les chrétiens sont invités à mettre en œuvre pour se rapprocher de l'enseignement de Jésus-Christ.

## Présentation
Les conseils évangéliques ou vertus évangéliques : pauvreté, chasteté et obéissance sont une invitation faite aux Chrétiens pour se rapprocher de la vie qu'aurait vécue Jésus-Christ. Si tout chrétien est appelé à vivre et faire grandir ces vertus pour se mettre à la suite du Christ, les personnes entrant dans un ordre religieux prononcent des vœux solennels par lesquels ils s'engagent officiellement à vivre ces vertus.

### La pauvreté
La pauvreté évangélique est une vertu évangélique basée sur le septième commandement (« Tu ne commettras pas de vol ») et la béatitude « Bienheureux les pauvres en esprit, le Royaume de Dieu est à eux ». Cette vertu, que tout chrétien est appelé à vivre, n'est pas une incitation à l'indigence ou la misère, mais un appel au dépouillement, à la sobriété, à la réduction de la consommation, au respect de la création et des animaux. La modération de l’attachement aux biens de ce monde est, pour l'Église, un signal de l’intérêt porté aux personnes plutôt qu’aux biens.

### La chasteté
Dans l'Église catholique, la vertu de chasteté a une définition beaucoup plus large et concerne toutes les relations affectives entre personnes et le bon usage des dons de chacun (tels la beauté, le charme, l'intelligence, la sensibilité, etc.) qui peuvent être utilisés soit pour aider l'autre à grandir à travers une relation libre, soit pour l'enfermer dans son propre désir. La chasteté revient alors à être au service des autres plutôt qu'à se servir des autres (ou d'un autre) pour satisfaire ses envies, son désir de reconnaissance, de puissance...  La vertu de chasteté est la liberté de pouvoir aimer Dieu et son prochain de manière désintéressée, de respecter chaque personne. 

### L'obéissance
L'obéissance est toujours liée à la liberté de l'individu. L'obéissance est un acte de foi qui incite le chrétien à rechercher la volonté de Dieu dans les événements et les défis de la vie. 
Pour l'Église catholique, l'obéissance est d'abord l'accueil bienveillant de la personne qui ne pense pas comme soi-même ; c'est ensuite chercher à comprendre, à voir le positif de ce qui est dit (et qui peut être contraire à ses propres idées). L'obéissance se fait toujours dans la liberté et la limite des règles qui fixe l'autorité.

## Vœux religieux
Les personnes s'engageant dans un ordre religieux prononcent des vœux religieux qui sont un engagement public de vivre les vertus évangéliques de pauvreté, de chasteté et d'obéissance. Cette manière de vivre est généralement explicitée par la règle religieuse que se donnent ordres et congrégations religieuses.